# Aartsbisdom Samarinda
Het aartsbisdom Samarinda (Latijn: Archidioecesis Samarindaensis) is een rooms-katholiek aartsbisdom met als zetel Samarinda, hoofdstad van de provincie Oost-Kalimantan, in Indonesië. De aartsbisschop van Samarinda is metropoliet van de kerkprovincie Samarinda, waartoe ook de volgende suffragane bisdommen behoren:
- Banjarmasin
- Palangkaraya
- Tanjung Selor

## Geschiedenis
Het aartsbisdom werd opgericht op 21 februari 1955, als het apostolisch vicariaat Samarinda, uit delen van het apostolisch vicariaat Banjarmasin. Op 3 januari 1961 werd het verheven tot bisdom, en was suffragaan aan het aartsbisdom Pontianak. Op 29 januari 2003 werd het verheven tot metropolitaan aartsbisdom.
In 2002 verloor het gebied bij de oprichting van het bisdom Tanjung Selor. Alle apostolisch vicarissen, bisschoppen en aartsbisschoppen tot heden (2024) waren lid van de Missionarissen van de Heilige Familie (MSF). 

## Parochies
Het aartsbisdom had in 2022 een oppervlakte van 104.886 km2 en telde 3.807.000 inwoners waarvan 3,8% rooms-katholiek was.

## Ordinarii

### Bisschoppen
- Jacques Henri Romeijn (apostolisch vicaris: 10 juli 1955, bisschop: 3 januari 1961 - 11 februari 1975)
- Michael Cornelis C. Coomans (30 november 1987 - 6 mei 1992)

### Aartsbisschoppen
- Florentinus Sului Hajang Hau (bisschop: 5 april 1993, aartsbisschop: 29 januari 2003 - 18 juli 2013)
- Yustinus Harjosusanto (16 februari 2015 - heden)

## Galerij van afbeeldingen

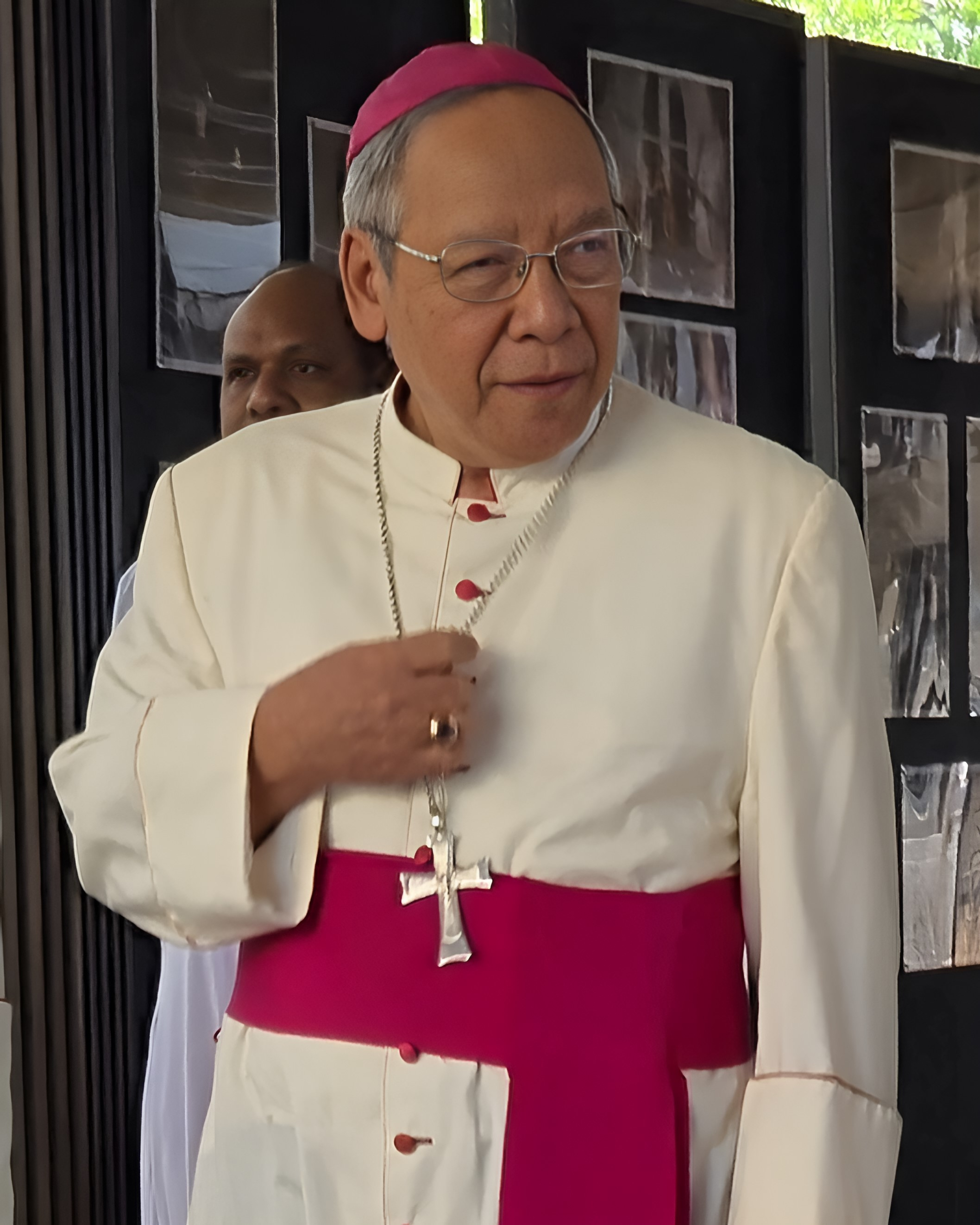
Aartsbisschop Yustinus Harjosusanto (2015-heden)
Kerkprovincie met aartsbisdom en suffragane bisdommen
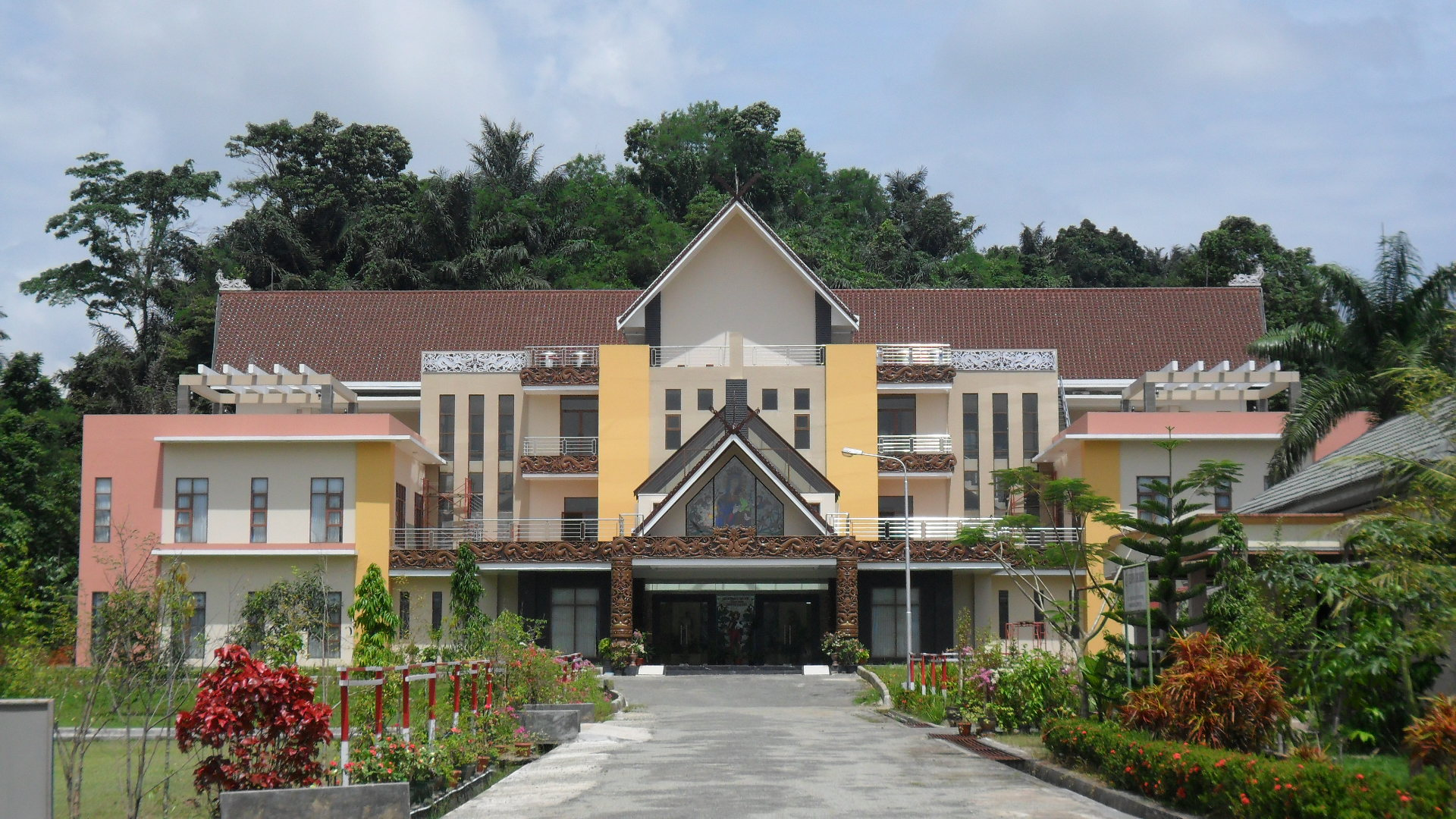
Aartsbisschoppelijk paleis, zetel van de curie

Samarinda (aartsbisdom) · Banjarmasin · Palangkaraya · Tanjung Selor